# 奧斯特里夫涅 (烏克蘭)
45°45′44″N 29°9′22″E / 45.76222°N 29.15611°E

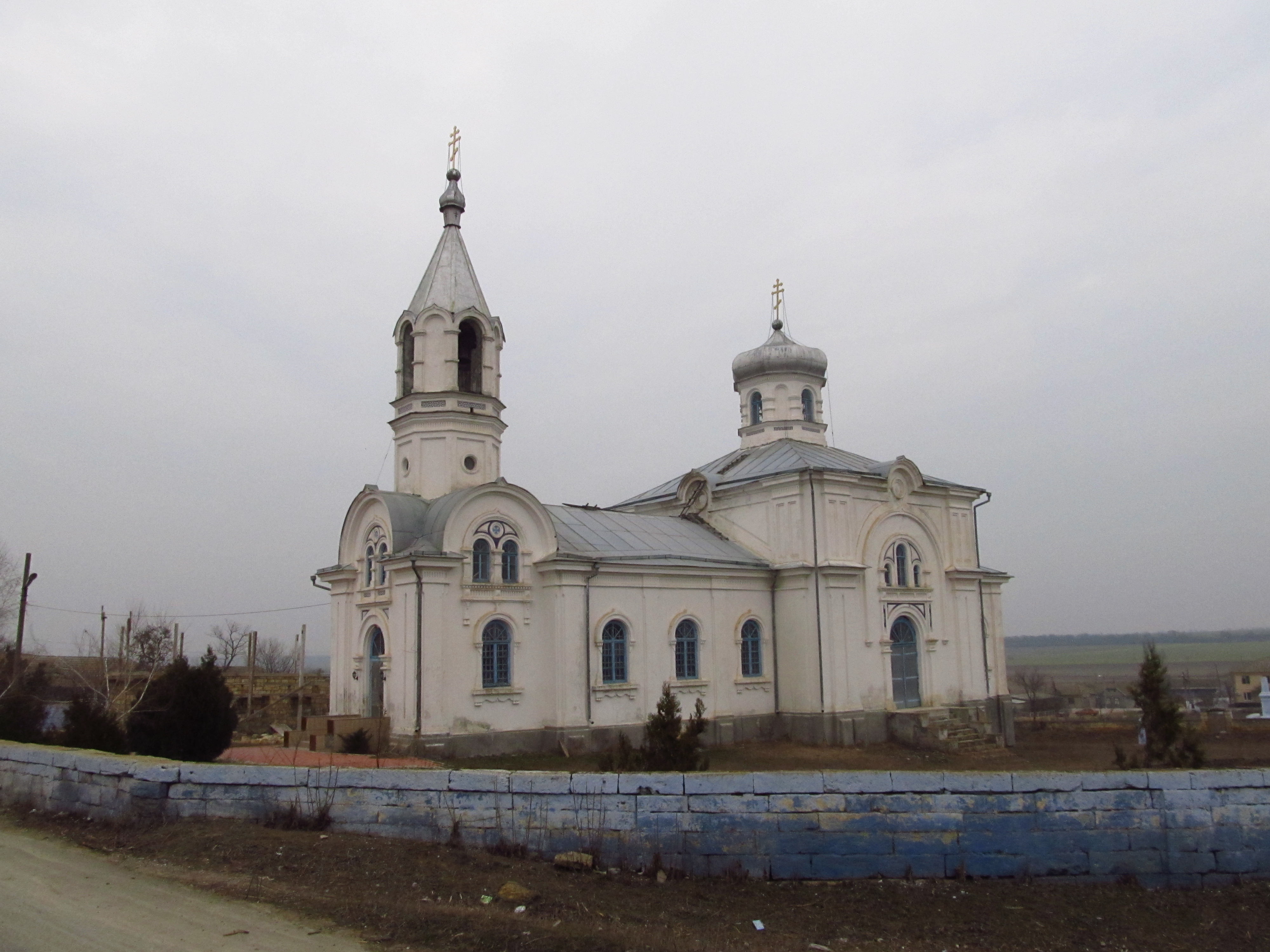

奧斯特里夫內（烏克蘭語：Острівне）是位於烏克蘭西南部的村莊，由敖德萨州伊茲梅爾區的貝薩拉布斯凱市鎮負責管轄。該村處於基爾吉日-基泰河畔，始建於1947年，面積2.33平方公里，海拔高度2米，2001年人口1,306。